# بلک دیاموند (واشینگتن)
بلک دیاموند (به انگلیسی: Black Diamond) شهری در کینگ در ایالت واشینگتن است که در سرشماری سال ۲۰۱۰ میلادی، ۴۱۵۱ نفر جمعیت داشته‌است.